# Seona Dancing
Seona Dancing var en brittisk new wave-duo åren 1982–1984 bestående av Bill Macrae (kompositör och keyboardist) och Ricky Gervais (sångare och textförfattare). Duon bildades när medlemmarna studerade vid University College London (UCL).
Duon producerade två singlar, More to Lose och Bitter Heart, som bäst nådde plats 117 respektive plats 79 på den brittiska singellistan UK Singles Chart. Duon splittrades 1984 på grund av de uteblivna framgångarna för de två första singlarna. Singeln More to Lose blev året därefter, 1985, en radiohit bland ungdomar i Filippinerna under en tid av ekonomisk och politisk turbulens.
17 år efter duons uppbrott, 2001, slog dess sångare och textförfattare Ricky Gervais igenom stort som komiker med sin TV-serie The Office som han skapade tillsammans med manusförfattaren Stephen Merchant.